# Công trình xây dựng
Công trình xây dựng là sản phẩm được tạo thành bởi sức lao động của con người, vật liệu xây dựng, thiết bị lắp đặt vào công trình, được liên kết định vị với đất, có thể bao gồm phần dưới mặt đất, phần trên mặt đất, phần dưới mặt nước và phần trên mặt nước, được xây dựng theo thiết kế. Công trình xây dựng bao gồm công trình xây dựng công cộng, nhà ở, công trình công nghiệp, giao thông, thủy lợi, năng lượng và các công trình khác. 

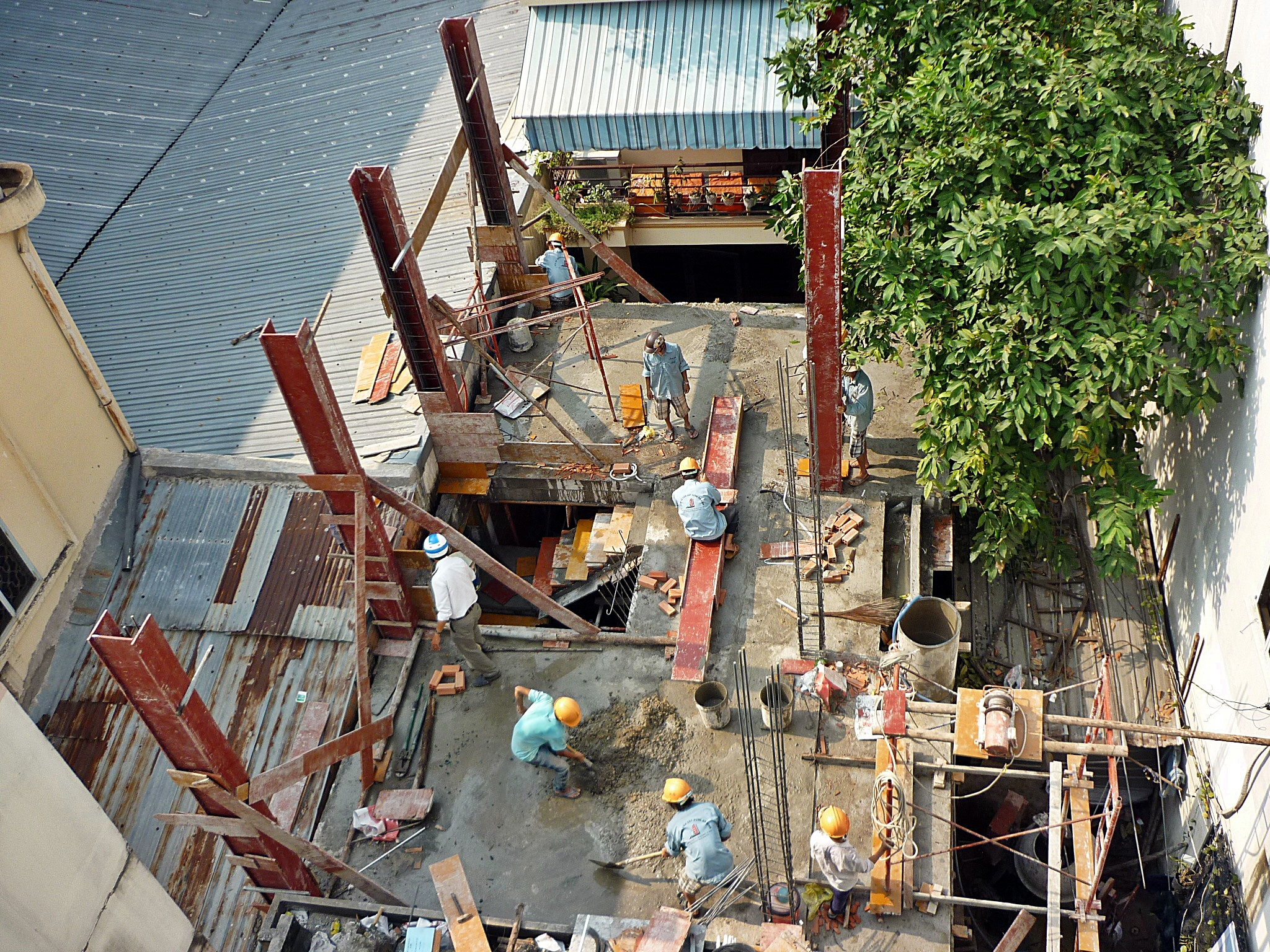
Một công trình xây dựng nhà ở riêng lẻ.

## Phân loại
- Công trình dân dụng:
  - Nhà ở gồm nhà chung cư và nhà riêng lẻ;[2]
  - Công trình công cộng gồm: công trình văn hóa; công trình giáo dục; công trình y tế; công trình thương nghiệp, dịch vụ; nhà làm việc; khách sạn, nhà khách; nhà phục vụ giao thông; nhà phục vụ thông tin liên lạc, tháp thu phát sóng phát thanh, phát sóng truyền hình; nhà ga, bến xe; công trình thể thao các loại.[2]
- Công trình công nghiệp gồm: công trình khai thác than, khai thác quặng; công trình khai thác dầu, khí; công trình hoá chất, hóa dầu; công trình kho xăng, dầu, khí hoá lỏng và tuyến ống phân phối khí, dầu; công trình luyện kim; công trình cơ khí, chế tạo; công trình công nghiệp điện tử - tin học; công trình năng lượng; công trình công nghiệp nhẹ; công trình công nghiệp thực phẩm; công trình công nghiệp vật liệu xây dựng; công trình sản xuất và kho chứa vật liệu nổ công nghiệp.[2]
- Công trình giao thông gồm: công trình đường bộ; công trình đường sắt; công trình đường thủy; cầu; hầm; sân bay.[2]
- Công trình thủy lợi gồm: hồ chứa nước; đập; cống; trạm bơm; giếng; đường ống dẫn nước; kênh; công trình trên kênh và bờ bao các loại.[2]
- Công trình hạ tầng kỹ thuật gồm: công trình cấp nước, thoát nước; nhà máy xử lý nước thải; công trình xử lý chất thải: bãi chứa, bãi chôn lấp rác; nhà máy xử lý rác thải; công trình chiếu sáng đô thị.[2]